# Madeleine Albright
Madeleine Korbel Albright, nata Marie Jana Korbelová (Praga, 15 maggio 1937 – Washington, 23 marzo 2022), è stata una politica e diplomatica statunitense  di origine cecoslovacca.
È stata Segretaria di Stato degli Stati Uniti durante il secondo mandato presidenziale di Bill Clinton (1997-2001), prima donna a ricoprire questa carica. In precedenza aveva prestato servizio come rappresentante permanente degli Stati Uniti alle Nazioni Unite.

## Biografia
Madeleine Albright nasce nell'allora Cecoslovacchia da una famiglia di origini ebraiche. Il padre, Josef Korbel, è un importante diplomatico, collaboratore di Edvard Beneš, la madre si chiamava Anna Spieglová. La famiglia non è praticante e Albright dichiarerà più tardi di non conoscere le proprie origine ebraiche. I genitori si erano convertiti al cattolicesimo quando si rifugiarono a Londra nel 1939, insieme al governo in esilio del presidente Edvard Beneš. Al termine della guerra la famiglia torna in patria. Nel 1947 Albright è inviata a studiare presso l'Istituto Prealpina di Chexbres, in Svizzera, dove aveva già studiato la madre e dove impara il francese. I genitori infatti erano stati inviati a Belgrado, dove poi nascerà il fratello John, terzogenito della famiglia dopo Madeleine e Katy, e non volevano che la figlia fosse educata in Jugoslavia. Durante quel periodo la Albright "francesizzò" il proprio nome, utilizzando come base il soprannome "Madlenka" datole dalla nonna e utilizzato in famiglia.
Con il Colpo di Stato in Cecoslovacchia del 1948 la famiglia dovette nuovamente rifugiarsi all'estero. Questa volta il padre decise di stabilirsi negli Stati Uniti dove divenne professore presso l'Università di Denver, diventando in seguito uno dei professori di Condoleezza Rice. Dopo gli studi liceali compiuti in Svizzera, si laureò in scienze politiche presso il Wellesley College nel Massachusetts. Successivamente conseguì un dottorato in diritto pubblico presso la Columbia University di New York. Ha studiato, senza tuttavia conseguire il diploma, alla Paul H. Nitze School of Advanced International Studies - SAIS - The Johns Hopkins University, Washington. La Albright è stata docente di Affari internazionali presso la Georgetown University di Washington.
Nel 2000 si recò in Corea del Nord partecipando ad uno storico incontro con il leader nordcoreano Kim Jong-il.
La Albright morì di cancro a Washington, il 23 marzo 2022, all'età di 84 anni, e venne sepolta nel cimitero di Oak Hill a Georgetown, Washington.

## Vita privata
Sposò il giornalista Joseph Medill Patterson Albright nel 1959. La coppia ebbe tre figlie prima di divorziare nel 1982. Era stata cresciuta cattolica romana, ma si era convertita alla Chiesa episcopale al momento del suo matrimonio nel 1959. I suoi genitori si erano convertiti dall'ebraismo al cattolicesimo nel 1941, durante la sua prima infanzia, mentre era ancora in Cecoslovacchia, nel tentativo di evitare la persecuzione anti-ebraica prima di emigrare negli Stati Uniti. Non hanno mai discusso in seguito la loro precedente appartenenza alla fede ebraica.
Quando il Washington Post parlò delle origini ebraiche di Albright poco dopo che era diventata Segretario di Stato nel 1997, l'Albright disse che il rapporto era una "grande sorpresa" e che non seppe fino all'età di 59 anni che entrambi i suoi genitori erano nati e cresciuti nelle famiglie di fede ebraica. Una dozzina di suoi parenti in Cecoslovacchia - tra cui tre dei suoi nonni - erano stati assassinati nell'Olocausto.
Oltre all'inglese, al russo e al ceco, Albright parlava francese, tedesco, polacco e serbo-croato. Albright è stata elencata come una dei cinquanta over 50 meglio vestiti da The Guardian nel marzo 2013.

## Controversie
Il 12 maggio 1996 nel programma della CBS 60 minutes, alla domanda se la morte di mezzo milione di bambini in seguito alle sanzioni economiche dopo la guerra del Golfo fossero un prezzo troppo alto da pagare, rispose: "Credo sia una scelta molto difficile, tuttavia il prezzo, non pensiamo sia troppo alto. È una scelta morale. Ma è una scelta morale anche quanto dobbiamo ai cittadini americani, ai soldati americani e ai paesi delle regioni limitrofe per assicurarsi che quest'uomo Saddam Hussein non sia più una minaccia". Durante la stessa intervista il Segretario Albright sottolineò inoltre come nello stesso periodo in cui le Nazioni Unite riscontravano un impoverimento degli iracheni, il presidente Hussein usava i soldi pubblici per altre priorità, come yacht di lusso presidenziali e palazzi sfarzosi per un totale stimato di 1,5 miliardi di dollari.